# 陆地卫星1号
陆地卫星1号（Landsat 1）是美国国家航空航天局（NASA）于1972年7月23日发射的一颗遥感卫星。它是NASA的一项长期遥感卫星计划——陆地卫星计划的第一个成员。该人造卫星属于最早的地球资源卫星之一，对后来各国发射的一系列类似卫星有很大影响。
这颗卫星原被命名为地球资源技术卫星1号（ERTS-1），但在1975年发射了第二颗相同任务的卫星后，该卫星被改名为“陆地卫星1号”（1月14日正式宣布）。相应的，第二颗卫星被称为陆地卫星2号。
陆地卫星1号的星体采用了较成熟的、雨云4号气象卫星的平台，但经过必要改进。卫星拥有2块太阳能电池板，约重950千克。卫星运行于近地轨道。
陆地卫星1号的星载设备包括：（1）一台返束光导摄像管摄像机（RBV），安装于卫星底部，用于探测可见光和近红外信号；（2）一台4通道多光谱扫描仪（MSS），用于接收地表的电磁辐射；（3）一个数据收集系统，用于向地面接收站发回有用信号。通过这些设备，陆地卫星1号每天向地球发回188桢图象。
根据NASA的相关规划，它邀请了包括加拿大、巴西、意大利等其他一些国家参与陆地卫星计划的实施（主要是在这些国家修建地面接收站）。这些国家因此可以有偿获得陆地卫星1号发回的遥感图象。
陆地卫星1号在探测地表资源、监视森林火灾等方面发挥了一些作用。1978年1月6日，她由于设备过热损坏而停止工作。

## 资料来源
- Eye in theSky——Introduction to Remote Sensing，多萝西·哈珀著，加拿大科学出版社